# UNLIMITS
UNLIMITS（アンリミッツ）は、日本の4人組ロックバンド。
所属レコード会社は、jungray records（PIZZA OF DEATH RECORDS内包レーベル）。女性ツインボーカルと、どこか懐かしさ漂う歌謡曲風のメロディが特徴で、その音楽性は「懐メロコア」等と称されている。

## メンバー
清水葉子（ギター・ボーカル）
猫好き。2014年からソロでの弾き語りライブも行っている。SNSでは料理の腕前もかなりレベルが高いのではと評価が挙がっている。LiSAやひめキュンフルーツ缶等への楽曲提供の他、ボイストレーナーを務めるなど活動の幅を広げる。suga/esのサポートギターも担当していた。
郡島陽子（ドラムス・ボーカル）
清水とともに結成当初からのオリジナルメンバー。目立ちたいらしい。ライブ中、尾崎豊、相川七瀬の曲を歌うこともある。
大月義隆（ギター）
ライブ時のMCでは他のメンバーに話を折られ、まとまりのないMCとなることが多くうけるというより失笑が起きる。その失笑を郡島陽子は「愛ある失笑」と評した（2019年11月10日・下北沢SHELTER「夢幻の宴 vol.32」）。2006年8月加入。
石島直和（ベース）
好物はソーセージパン。バンドでは最年長。2006年8月加入。元サポートメンバーだった。

### 元メンバー
寺島武志（ギター）
- 2003年1月加入。2005年7月脱退。

伊藤怜（ベース）
- 2006年5月脱退。

## 来歴
2002年
4月 UNLIMITS結成。
2003年
1月 Gt.寺島武志が加入。
2005年
7月 Gt.寺島武志が脱退。以降しばらく3人編成となる。
12月7日 ミニアルバム『七色の記憶』でインディーズデビュー。
2006年
5月 Ba.伊藤怜が脱退。
8月 Ba.石島直和、Gt.大月義隆が加入し、現在の編成となる。
2010年
8月4日 ミニアルバム『蒼 -アオイ-』でSony Recordsよりメジャー・デビュー。
2011年
9月7日 シングル テレビ東京系 アニメ「BLEACH」エンディングテーマ「ハルカカナタ」をリリース。
2012年
5月16日 シングル テレビ東京系 アニメ「NARUTO -ナルト- 疾風伝」エンディングテーマ「カスケード」をリリース。
8月29日 フル・アルバム「NeON」リリース。
2014年
4月16日 フル・アルバム「アメジスト」リリース。全国40ヶ所を巡るツアーを敢行。
2015年
4月22日 キャリア初となるDVD「Film of The Amethyst Tour 2014」を発売。
2016年
2014年3月、2015年3月と行ってきたワンマンライブ「夢幻の宴」を3月に東京、大阪で開催。
7月6日　約2年振りのフルアルバム「U」を発売。
2017年
1月15日に横浜市内のライブハウスにて行われたサーキットフェス「OVER ARM THROW presents SOUND GO ROUND 」でのライブを最後にライブ活動を休止。ただし、活動休止についての公式なアナウンスはされていない。
2018年
- 5月30日、2年半ぶりとなる自主企画イベント「夢幻の宴 Vol.29」を8月5日に東京・下北沢SHELTERにて開催することを発表[2]。UNLIMITSとしては1年7ヶ月ぶりのライブ予定。

## タイアップ一覧
| 使用年 | 曲名         | タイアップ                                                                          |
| ------ | ------------ | ----------------------------------------------------------------------------------- |
| 2011年 | ハルカカナタ | テレビ東京系アニメ『BLEACH』エンディングテーマ（第330話 - 第342話）                 |
| 2011年 | 夜風ドライブ | 宮城調理製菓専門学校 CMソング                                                       |
| 2012年 | カスケード   | テレビ東京系アニメ『NARUTO -ナルト- 疾風伝』エンディングテーマ（第257話 - 第268話） |
| 2014年 | リリー       | テレビ東京系『ゴッドタン』4月度エンディングテーマ                                   |
| 2014年 | リリー       | テレビ東京『プレミアMelodiX!』5月度エンディングテーマ                               |

### ヘビーローテーション/パワープレイ

#### テレビ
| 使用年 | 曲名   | ヘビーローテーション/パワープレイ       |
| ------ | ------ | --------------------------------------- |
| 2011年 | ハロー | 日本テレビ系『ハッピーMusic』POWER PLAY |

## ミュージック・ビデオ
| 監督     | 曲名 |
| -------- | --- |
| UGICHIN  | 「カスケード」「リリー」「茜唄」「孤独へのシグナル」                                                               |
| 深津昌和 | 「ハルカカナタ」「ハロー」「蒼」                                                                                   |
| 堀田祐二 | 「七色の記憶」 |
| 不明     | 「月アカリサイレース」「クローバー」「偽りの世界」「蜃気楼」「さよならバタフライ」「フランジア」「迷走スパイラル」 |

## 主なライブ

### ワンマンライブ・主催イベント
- 2008年 - TOUR "syndrome2008"
- 2009年 - TOUR "syndrome2008" アンコールツアー
- 2011年 - "TRANQUILIZER TOUR 2011"
- 2011年 - 自主企画「夢幻の宴vol.13」
- 2011年 - 自主企画「夢幻の宴〜“ハルカカナタ”東京編〜」
- 2011年 - 自主企画「夢幻の宴〜“ハルカカナタ”名古屋編〜」
- 2011年 - 自主企画「夢幻の宴〜“ハルカカナタ”大阪編〜」
w/UNISON SQUARE GARDEN/HEY-SMITH
- 2011年 - UNLIMITS&MEANING presents「夢幻の宴MAN2MAN」
- 2012年 - UNCHAIN&ivory7 chord&UNLIMITS JOINT TOUR 2012 "CHAIN 7th LIMITS"
- 2012年 - 招待制アコースティックライブ「UNLIMITS UNPLUGGED」
- 2012年 - UNLIMITS ONEMAN TOUR 2012「シグナルカスケード〜連鎖反応〜」
- 2012年 - ニコニコ生放送「NeON」リリース記念完全生リクエストライブ
- 2012年 - UNLIMITS NeON TOUR 2012-秋の夜長にNeONを灯す-
w/UNCHAIN/SiM/locofrank/FLiP/ねごと/THE イナズマ戦隊/FOUR GET ME A NOTS/Boobie Trap/ANCHOR/me-al art/BUZZ THE BEARS
- 2012年 - UNLIMITS NeON TOUR 2012-真冬の夜空にNeONが燃える-
w/THE イナズマ戦隊
- 2013年05月10日 - 夢幻の宴vol.17〜ここからまた、はじめよう〜 名古屋編
- 2013年05月11日 - 夢幻の宴vol.18〜ここからまた、はじめよう〜 大阪編
- 2013年11月14日 - UNLIMITS pre."夢幻の宴vol.22〜アシタノ ココロノ バショ〜"
w/Qwai
- 2014年05月25日〜09月27日 - UNLIMITS "アメジストTOUR 2014"
w/ember/Northern19/at Anytime/OVER ARM THROW/WILD POWERD/ねごと/HAWAIIAN6/BUZZ THE BEARS
- 2014年10月25日〜11月16日 - アメジストTOUR 2014 ファイナル・ワンマン・シリーズ
- 2014年11月16日 -アメジストツアーファイナル＠渋谷クアトロ
- 2015年03月25日 - 夢幻の宴vol.25〜茜-akane-蒼-aoi-のマーチ　東京編　＠下北沢シェルター
- 2015年05月23日〜07月24日 - UNLIMITS「FEELING STONES TOUR」
- 2015年08月01日 - 夢幻の宴〜アンプラグド〜vol.2
- 2016年03月25日 - 夢幻の宴vol.27〜七色月アカリクローバーのマーチ〜 東京編　＠下北沢シェルター
- 2016年03月27日 - 夢幻の宴vol.28〜七色月アカリクローバーのマーチ〜 大阪編　＠Pangea

### 出演イベント
- 2008年03月23日 - BIGMAMA「Love and Leave」 release tour
- 2008年04月19日 - Sum 41 JAPAN TOUR 2008＠Zepp Nagoya来日公演オープニングアクト
- 2009年02月07日・08日・11日・13日 - BIGMAMA「ここ掘れワンワンツアー2009」
- 2009年05月21日 - OVER ARM THROW presents Some Missing Night War
- 2009年08月01日 - 八食サマーフリーライブ 2009
- 2009年09月06日 - PUNKAFOOLIC! SHIBUYA CRASH 2009
- 2010年02月14日 - PARAMORE JAPAN TOUR 2010@STUDIO COAST来日公演オープニングアクト
- 2010年05月02日 - COMIN'KOBE10
- 2010年08月07日 - 八食サマーフリーライブ 2010
- 2010年08月13日 - TREASURE05X 2010 〜BURNING BEAT〜
- 2010年09月18日 - MASTER COLISEUM'10
- 2010年09月20日・29日 - STOMPIN'BIRD "Birds Attack Tour 2010"
- 2010年10月29日 - a flood of circle Tour ZOOMANITY〜天晴全国百鬼夜行〜
- 2010年11月12日 - HAWAIIAN6 presents"RUSHING POWER 2010"
- 2011年05月04日 - COMIN'KOBE11
- 2011年07月10日 - 京都大作戦2011〜今年も楽しむ覚悟でいらっ祭〜
- 2011年08月06日 - 八食サマーフリーライブ 2011
- 2011年09月04日 - RUSH BALL 2011
- 2011年09月10日 - TREASURE05X 2011 〜greatest pleasure〜
- 2011年11月19日 - COUNTDOWN TO FREEDOM 2011
- 2012年01月09日 - OVER ARM THROW Songs TOUR 2011-2012
- 2012年01月27日 - となりのバンドマン12
- 2012年03月20日 - SANUKI ROCK COLOSSEUM〜BUSTA CUP 3rd round〜
- 2012年05月05日 - COMIN'KOBE12
- 2012年05月26日 - W BRIDGE ASSIMILATION vol.8
- 2012年06月03日 - SAKAE SP-RING 2012
- 2012年07月15日 - SUN BURST 2012
- 2012年07月28日 - GAGNER FESTIVAL'12
- 2012年08月04日 - 八食サマーフリーライブ 2012
- 2012年08月15日 - J-WAVE TOKYO REAL-EYES "LIVE SUPERNOVA"vol.74
- 2012年08月24日 - TREASURE05X 2012 〜burning diamonds〜
- 2012年09月16日 - イナズマロックフェス 2012
- 2012年09月23日 - MASTER COLISEUM'12
- 2012年10月08日 - REDLINE TOUR 2012
- 2012年10月12日 - MINAMI WHEEL 2012 EXTRA -MIDNIGHT EDITION-
- 2012年10月14日 - 2YOU MAGAZINE 5th Anniversary Volare via!day2
- 2012年11月21日 - SHIBUYA CYCLONE 15th ANNIVERSARY
- 2012年11月22日 - LIVE! TOWER RECORDS 「Zepp! Step! SMA!」
- 2012年12月26日 - Thunder Snake ATSUGI 10th Anniversary SPECIAL LIVE!!
- 2013年02月10日 - Northern19 LAST WINTER,FIRST STEP tour FINAL-HAVE A NICE DAY!!!5-
- 2013年03月11日 - MASTER PEACE 2013
- 2013年03月24日 - SECRET 7 LINE pre.THICK FESTIVAL 2013 "KILL 'EM ALL KIDZ"
- 2013年04月29日 - COMIN'KOBE13
- 2013年05月05日 - SiM EViLS TOUR 2013
- 2013年06月15日 - HEY-SMITH "Now Album" JAPAN
- 2013年06月23日 - RADIOTS "REBELS" TOUR
- 2013年06月29日 - G-FREAK FACTORY "RE-PRAY" TOUR 2013
- 2013年06月30日 - 神戸ライブサーキットイベント ネコフェス2013
- 2013年07月11日 - HAWAIIAN6 presents"British bulldog"TOUR
- 2013年07月20日 - SUN BURST 2013
- 2013年07月21日 - PIRATE SHIP 2013 「MATSURI」
- 2013年08月04日 - 八食サマーフリーライブ 2013
- 2013年08月07日 - Summer Trail 2013 〜VINTAGE ROCKの夏合宿〜
- 2013年08月10日 - 松原祭
- 2013年08月23日 - NOID vol.24
- 2013年10月13日 - REDLINE TOUR 2013 10DAYS
- 2013年10月18日 - HOTSQUALL ONION ROCK TOUR 2013〜Place in the sun release parties〜
- 2013年10月25日・2014年02月02日 - NUBO "Human hymns"TOUR 2013-2014
- 2013年11月19日 - BUZZ THE BEARS "GOLDCAGE"RELEASE TOUR -GOLD RUSH TOUR-
- 2013年11月26日 - HAWAIIAN6 pre. IKKI NOT DEAD vol.14
- 2013年11月27日 - HAWAIIAN6 pre. IKKI NOT DEAD vol.15
- 2013年12月30日 - F.A.D YOKOHAMA pre. 爆裂FxAxD COUNT DOWN 2013-2014
- 2014年01月19日 - And Your Birds Can Sing In Kyoto
- 2014年02月02日 - Jun Gray Records Presents And Your Birds Can Sing In Tokyo
- 2014年02月22日 - BACKLIFT FULL OF OUR BIG DREAM TOUR 2014
- 2014年03月11日 - MASTER PEACE 2014
- 2014年03月15日 - ONION ROCK FESTIVAL 2014
- 2014年03月22日・23日 - Ken Yokoyama Keep Marching Tour
- 2014年04月09日・11日・12日 - SHANK Baitfish Attitude TOUR 2014
- 2014年04月13日 - FOUR GET ME A NOTS "AUTHENTIC TOUR"
- 2014年04月22日 - ecosystem presents『誘導線キルナvol.18』
- 2014年04月29日 - COMIN'KOBE14
- 2014年05月24日 - SSMC 2014
- 2014年08月23日 - 八食サマーフリーライブ 2014
- 2014年08月26日 - SABOTEN 傑作集を選んだ1億3千万人に挨拶TOUR
- 2014年10月17日・18日 - SiM "i AGAINST i" TOUR 2014
- 2014年11月02日 - HAWAIIAN6 Where The Light Remains release TOUR
- 2014年12月08日 - mito LIGHT HOUSE 25th anniversary 〜祝盃〜
- 2014年12月23日 - PIZZA OF DEATH RECORDS presents FORGET EVERYTHING ABOUT
- 2014年12月30日 - F.A.D YOKOHAMA pre. 爆裂FxAxD COUNT DOWN 2014-2015
- 2015年01月23日 - he Presents "12th year"
- 2015年02月07日・08日 - PANベストアルバム「ベスト盤゜」リリースツアー【ベスト盤゜でベストPANツアー】
- 2015年02月13日 - L.S.N PRODUCE EVENT LIVE PARTY
- 2015年02月22日 - WANIMA Can Not Behaved!! Tour
- 2015年03月11日 - MASTER PEACE'15
- 2015年03月14日・17日・18日 - FACE IT!!
- 2015年03月15日 - TENJIN ONTAQ 天神音たく
- 2015年04月04日 - THE CHERRY COKE$「SUNRISE CRUISE tour」
- 2015年04月05日 - 『音呼知真』#1,75
- 2015年04月19日 - 鴉 激唱ノ集イ 18
- 2015年04月25日〜05月17日 - TRIANGLE'15
- 2015年05月30日・31日 - HAWAIIAN6 presents NO TITLE TOUR
- 2015年06月03日 - RUDIE'S NIGHT FINAL series 3days
- 2015年06月14日 - 少年少女秘密基地FESTIVAL2015
- 2015年06月28日 - ネコフェス2015 -KUDAKENEKO ROCK FESTIVAL 2015-
- 2015年07月16日・17日 - Ken Yokoyama「I Won't Turn Off My Radio Tour」
- 2015年08月05日 - HOMIES × [NOiD] 2015
- 2015年08月06日 - L.S.N PRODUCE EVENT LIVE PARTY
- 2015年08月09日 - EAT THE ROCK 2015
- 2015年08月15日 - P.A.R.A.D.E vol.13
- 2015年08月23日 - 八食 SUMMER FREE LIVE 2015
- 2015年09月06日 - Gacharic Spin 6th Anniversary 2MAN TOUR
- 2015年09月13日 - WANIMA 「Think That… Tour」
- 2015年09月22日 - MASTER COLISEUM'15
- 2015年09月25日 - LOST IN TIME 9th album「DOORS」Release tour「TOURS」
- 2015年09月26日 - FOUR GET ME A NOTS「ASTREA TOUR」
- 2015年10月18日 - HAWAIIAN6 presents ECHOES 2015
- 2015年11月13日 - OVER ARM THROW presents... "Keep it burning"
- 2015年11月22日 - MEANING presents SPOOKY ZOO 2015
- 2015年12月06日 - UNDISCOVERED 一周年記念イベント vol.2
- 2015年12月13日 - BUZZ THE BEARS Q TOUR 2015-2016
- 2016年01月04日 - THICK FESTIVAL 2016 "Shinji is still drinking!!”
- 2016年02月10日 - Ken Yokoyama「Sentimental Trash Tour」　静岡清水 ark　サポート
- 2016年03月11日 - MASTER PEACE'16
- 2016年05月07日 - COMIN'KOBE16
- 2016年05月28日 - ONION ROCK FES -CHIBA DE CARNIVAL 2016-
- 2016年06月04日 - 百万石音楽祭2016～ミリオンロックフェスティバル 石川県産業展示館1～4号館（金沢市）
- 2016年06月08日 -「And Your Birds Can Sing II」レコ発 新代田 FEVER w/Dizzy Sunfist,rem time rem time,XERO FICTION
- 2016年06月18日 -「And Your Birds Can Sing II」レコ発 名古屋 栄 R.A.D w/rem time rem time,SpecialThanks,XERO FICTION
- 2016年06月19日 -「And Your Birds Can Sing II」レコ発 心斎橋 Pangea w/rem time rem time,SpecialThanks,XERO FICTION
- 2016年08月21日 - 八食サマーフリーライブ2016